# Ransford Addo
Ransford Akwei Addo (Accra, 21 juli 1983) is een Ghanees voetballer. Ransford is de jongere broer van voormalig Roda JC-speler Eric Addo.
Addo is een verdediger en speelde voor onder meer SWI Harelbeke, KMSK Deinze, Antwerp FC, Cypriotische AEP Paphos FC,Shanghai SIPG, Wuhan Zall